# تجزيء خلوي

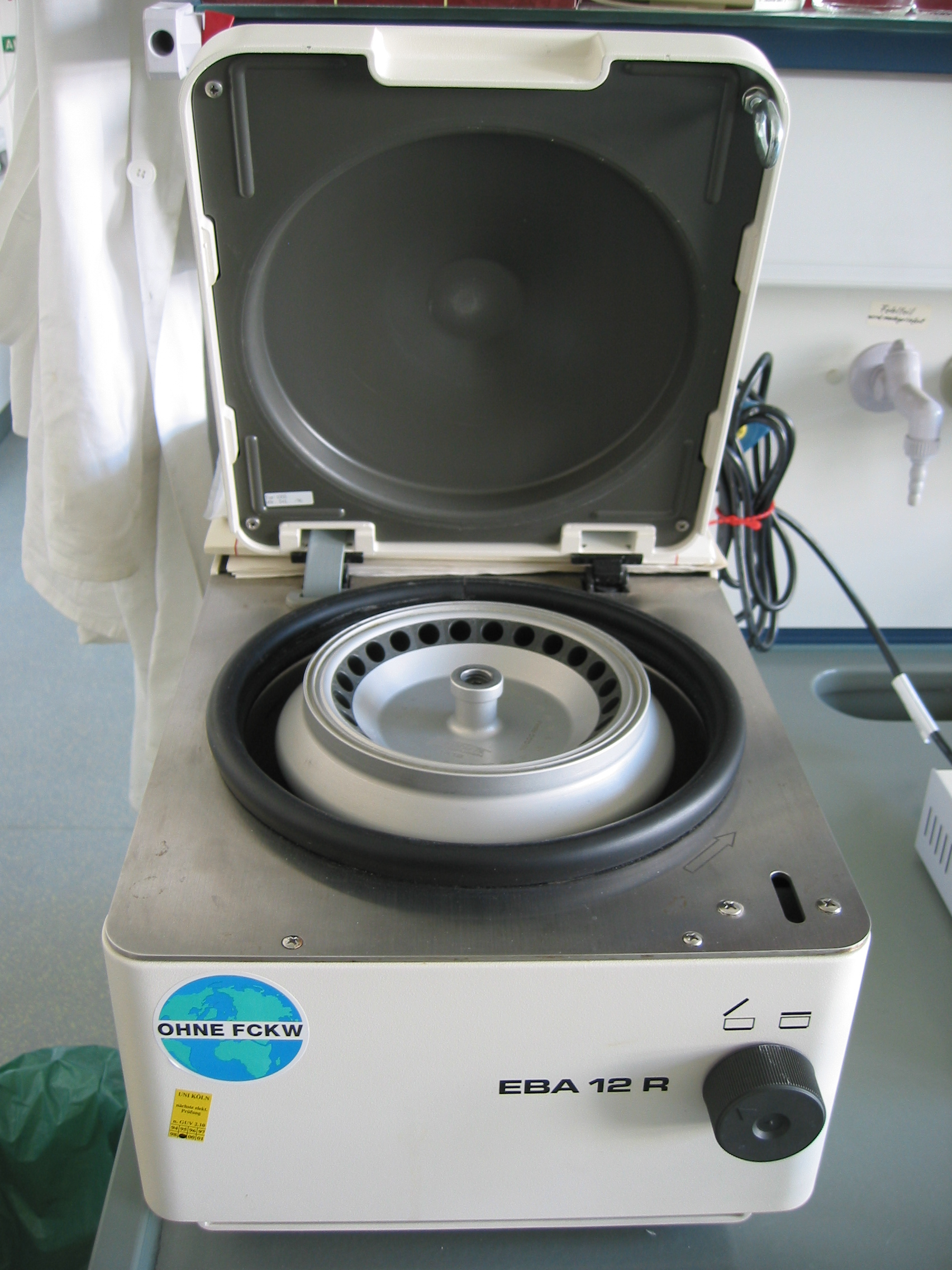
الشكل 1: جهاز الطرد المركزي.

في علم الأحياء الخلوي، يُشير مصطلح التجزيء الخلوي أو تجزئة الخلية أو تقطيع الخلية(بالإنجليزية: Cell fractionation) إلى العملية المستخدمة لفصل مكونات الخلية مع الحفاظ على الوظائف الفردية لكل مكوّن. وقد استُخدمت هذه الطريقة في الأصل لإثبات الموقع الخلوي لمختلف العمليات الكيميائية الحيوية. وتشمل الاستخدامات الأخرى للتجزئة تحت الخلوية توفير مصدر مُركّز لبروتين معيّن بهدف تنقيته بشكل أدق، إضافةً إلى تسهيل تشخيص بعض الحالات المرضية.

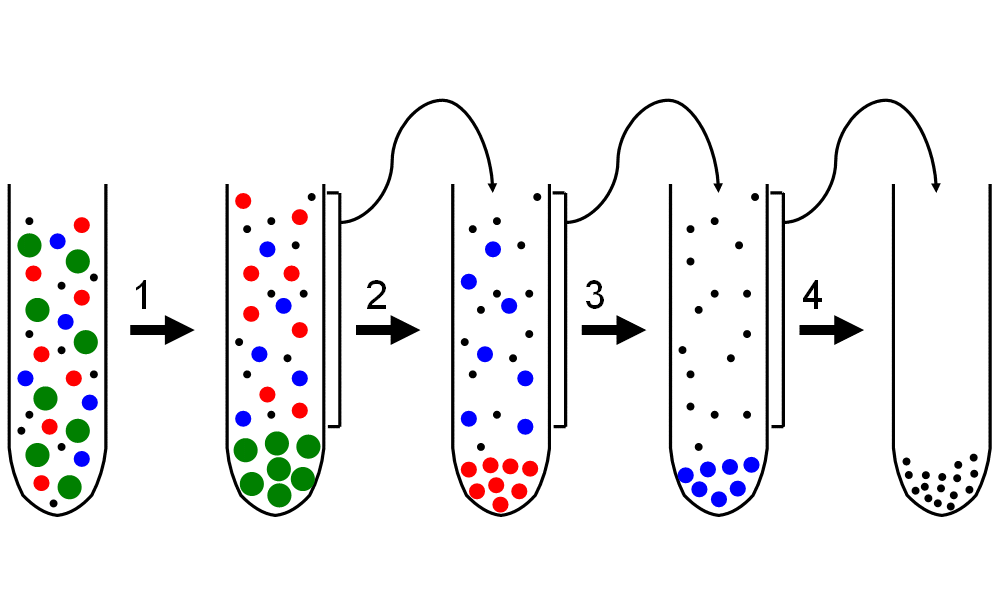
الشكل 2: رسم توضيحي للطرد المركزي التفاضلي.

## التجانس
طريقة تجانس الخلية هو (1.) طرد مركزي بسرعات منخفضة. تتكون الحبيبات الناتجة (الخضراء) من مكونات كبيرة نسبيا وثقيلة. تتم إزالة المادة الطافية وطردها بسرعة أعلى قليلاً (2.) تتكرر هذه العملية وتزداد السرعة مع كل عملية طرد مركزي لفصل الحبيبات الكبيرة عن الصغيرة على التوالي.(أنظر الشكل 2)
تنطبق القواعد الأساسية التالية على فصل المكونات الخلوية: رواسب نواة الخلية بواسطة الطرد المركزي عند 1000 جي لمدة 5-10 دقائق ؛ الميتوكوندريا عند 10000 قوة التسارع جي لمدة 15 دقيقة والميكروسومات عند 100000 جي لمدة ساعة واحدة.
عادة ما يتم تجانس الأنسجة في محلول عازل متساوي التوتر لوقف الضرر التناضحي. تتضمن آليات التجانس الطحن ، والفرم ، والتقطيع ، وتغييرات الضغط ، والصدمة التناضحية ، والذوبان المجمد ، والموجات فوق الصوتية. ثم تُحفظ العينات باردة بعد ذلك لمنع حدوث تلف إنزيمي. إنه تكوين كتلة متجانسة من الخلايا (متجانس الخلية أو تعليق الخلية). إنه ينطوي على طحن الخلايا في وسط مناسب في وجود إنزيمات معينة مع درجة الحموضة الصحيحة والتركيب الأيوني ودرجة الحرارة. على سبيل المثال ، البكتيناز الذي يهضم الأغشية المتوسطة بين الخلايا النباتية.

## الترشيح
قد لا تكون هذه الخطوة ضرورية اعتمادًا على مصدر الخلايا. ومع ذلك ، من المحتمل أن ينتج النسيج الحيواني نسيجًا ضامًا يجب إزالته. بشكل عام ، يتم تحقيق الترشيح إما عن طريق السكب من خلال الشاش أو بفلتر شفط ومرشح خزفي من الدرجة المناسبة.

## التنقية
تتم التنقية عن طريق الطرد المركزي التفاضلي - تؤدي الزيادة المتتابعة في قوة الجاذبية الناشئة عن الدوران إلى الفصل المتسلسل للعضيات وفقًا لكثافتها.